# Kesenai Tsumi
Kesenai Tsumi (消せない罪?) è il primo singolo della cantautrice giapponese Nana Kitade, pubblicato il 28 ottobre 2003.
È stato utilizzato come sigla finale della serie anime Fullmetal Alchemist e debuttò alla posizione numero 14 della Oricon, rimanendo in classifica per ventuno settimane.
Il 3 dicembre 2003 uscì la versione alternativa del singolo, intitolata Kesenai Tsumi ~raw "breath" track~, contenente dei remix a cappella. Questa versione debuttò alla posizione numero 87 dell'Oricon e rimase in classifica per undici settimane.

## TracceKesenai Tsumi
1. Kesenai Tsumi
2. Shunkan (瞬間, Instant)
3. Iryuhin (遺留品, Personal Effects)
4. Kesenai Tsumi (Instrumental)

## TracceKesenai Tsumi ~raw "breath" track~
1. Kesenai Tsumi ~raw "breath" track~
2. Shunkan ~raw "pain" track~
3. Kesenai Tsumi ~raw "breath" track~ (instrumental)